# Espírito Santo Black Knights
O Espírito Santo Black Knights, ou apenas ES Black Knights, é um time brasileiro de futebol americano de Vitória, Espírito Santo. A equipe disputa atualmente a Liga BFA - Acesso, segunda divisão do Campeonato Brasileiro de Futebol Americano.

## História
O time foi fundado em outubro 2016 pelo norte-americano Rex Erickson Brown.
No que seria o primeiro jogo em uma competição nacional de sua história, no qual enfrentaria o Macaé Oleirs em jogo válido pela Liga Nacional de Futebol Americano de 2018, divisão de acesso do Campeonato Brasileiro, foi adiado por motivo da ausência da arbitragem causada por um pequeno acidente automobilístico em Cariacica pouco antes do início da partida.
Na segunda rodada, o Black Knights é derrotado em sua estreia por 40 a 7 para o Dark Owls FA em Silva Jardim, Rio de Janeiro.
Jogando em Vila Velha pela quarta rodada, o Black Knights perde para o Volta Redonda Falcons por 33 a 14 e é eliminado da Liga Nacional.
Na estreia da Liga BFA 2019 - Acesso, segunda divisão nacional, o Black Knights é derrotado por 24 a 0 para o Blaze FA no Rio de Janeiro. Em 18 de agosto, o Black Knights derrota o Dark Owls FA por 34 a 7 em Vila Velha, em jogo válido pela segunda rodada. É a primeira vitória em competições nacionais do time. Na quarta e última rodada, o Black Knights derrota o Betim Bulldogs por 45 a 28 em Vila Velha. Com a vitória garante classificação inédita aos Playoffs. Nas quartas de final, o Black Knights perde para o Rio Preto Weilers por 37 a 6 em São José do Rio Preto, sendo eliminado da competição.